# Schweizer Volleyballnationalmannschaft der Männer
Die Schweizer Volleyballnationalmannschaft der Männer ist eine Auswahl der besten Schweizer Volleyball-Spieler, die den Verband Swiss Volley bei internationalen Turnieren und Länderspielen repräsentiert.

## Geschichte
Die Schweizer erreichten bei der Volleyball-Europameisterschaft 1971 den 19. Platz. Sie konnten sich noch nie für eine Volleyball-Weltmeisterschaft oder Olympische Spiele qualifizieren. Beim World Cup, in der Weltliga und in der Europaliga haben sie ebenfalls noch nicht mitgespielt.